# Mahavanona
Mahavanona is een plaats in Madagaskar gelegen in het district Antsiranana II van de regio Diana. In 2001 telde de plaats bij de volkstelling 12.075 inwoners. Het ligt bij de Besokatra River aan de Route nationale 6 tussen Antsiranana en Anivorano Nord.
In de plaats is basisonderwijs en voortgezet onderwijs voor jonge kinderen. 52% van de bevolking is landbouwer en 46% houdt zich bezig met veeteelt. Het belangrijkste gewas is rijst, maar er worden ook bananen en mais verbouwd. 1% van de bevolking is werkzaam in de dienstensector en 1% voorziet in levensonderhoud via de visserij.